# Rodeo
Rodeo (/ˈroʊdiːoʊ/ hay /roʊˈdeɪ.oʊ/) là một môn thể thao phát sinh từ các hoạt động chăn nuôi gia súc ở Tây Ban Nha, México, và sau này ở Trung Mỹ, Nam Mỹ, Hoa Kỳ, Canada, Úc và New Zealand. Môn thể thao này dựa theo các kỹ năng cần thiết của một vaquero hoặc cao bồi. Rodeo sử dụng ngựa và các loài gia súc khác nhằm thử thách kỹ năng của các cao bồi. Rodeo chuyên nghiệp ở Mỹ chủ yếu bao gồm các nội dung sau: tie-down roping, team roping, steer wrestling, saddle bronc riding, bareback bronc riding, bull riding và barrel racing. Các nội dung được chia thành hai loại: rough stock và tính giờ. Ngoài gia còn có các nội dung breakaway roping, goat tying, hoặc pole bending.
Rodeo là môn thể thao chính thức cấp tiểu bang của Wyoming, South Dakota, và Texas. Hình ảnh "Bucking Horse and Rider" là thương hiệu được đăng ký bảo hộ cấp liên bang và tiểu bang của Wyoming.
Tại Hoa Kỳ, rodeo chuyên nghiệp do Professional Rodeo Cowboys Association (PRCA) và Women's Professional Rodeo Association (WPRA) quản lý. Mùa giải rodeo truyền thống kéo dài từ mùa xuân tới thu, còn mùa giải rodeo hiện đại kéo dài hơn, và kết thức bằng PRCA National Finals Rodeo (NFR) ở Las Vegas, Nevada, vào tháng 12.
Rodeo bị những người ủng hộ quyền động vật và phúc lợi động vật lên án vì cho rằng môn thể thao này ngược đãi động vật. Ngành công nghiệp rodeo của Mỹ đã có những nỗ lực cải thiện việc chăm sóc và bảo vệ nghiêm ngặt các loài động vật được sử dụng. Tuy vậy nhiều tổ chức phúc lợi động vật Hoa Kỳ và Canadavaaxn ra sức phản đối rodeo. Một số chính quyền tiểu bang và địa phương ở Bắc Mỹ đã cấm hoặc hạn chế rodeo, một số nội dung rodeo, hoặc một số loại trang thiết bị. Rodeo còn bị cấm tại Vương quốc Anh và Hà Lan, trong khi một số quốc gia châu Âu hạn chế một số nội dung.

## Từ nguyên
"Rodeo" là một từ tiếng Tây Ban Nha ([roˈðe.o]), nghĩa là "bao vây." Từ này lấy gốc từ rodear, nghĩa là "bao quanh" hay "đi vòng quanh," được sử dụng để chỉ "chuồng súc vật tại hội chợ hay chợ," bắt nguồn từ rota hoặc rotare trong tiếng Latinh, nghĩa là đi vòng quanh.
Tại châu Mỹ thuộc Tây Ban Nha, rodeo là quá trình được vaquero sử dụng để lùa gia súc với nhiều mục đích như đưa chúng ra đồng, phân chia gia súc của các ông chủ khác nhau, hoặc quây gia súc để chuẩn bị làm thịt (matanza).

## Môn thể thao liên quan
- Đấu bò
- Campdrafting
- Charreada
- Rodeo Chile
- Cutting (thể thao)
- O-Mok-See hay Gymkhana
- Cưỡi bò nhỏ
- Ranch sorting
- Reining
- Team penning